# ロングアイランド鉄道C1型客車
C1型客車は、アメリカのロングアイランド鉄道が1991年に導入した二階建て客車。コモンウェルス・エンジニアリングが設計し、東急車輛製造が製造を担当した。

## 概要
1980年代のロングアイランド鉄道には、ニューヨーク市内を中心とした電化区間を走行する電車と、非電化区間へ直通するディーゼル機関車牽引の客車の2種類の列車が存在した。そのうち非電化区間直通用の客車の老朽化が進んできた事により、通勤客へのより良いサービスが課題となっていた。そこでロングアイランド鉄道はメトロノース鉄道から電気（第三軌条）・ディーゼル両用車両であるFL9形機関車を導入し、併せて客車も新型車両に置き換える事に決定した。
それまでロングアイランド鉄道に導入されていた電車はバッド社によって製造されていたが、1987年をもって鉄道車両製造を終了していたため、バッド社のライセンスを持つオーストラリアのコモンウェルス・エンジニアリング（コメンジ）に製造を依頼した。だが、コメンジの親会社であるオーストラリアン・ナショナル・インダストリーズの経営が不安定になった事を受け、最終的に三井を経て東急車輛が製造を行うこととなり、1991年までに試作車である10両のC1型客車が完成した。なおコメンジはその後も設計や試験に携わっている。
二階建て客車の全高は14フィート6インチ（4.42 m）で、イースト川トンネルの建築限界に対応した高さとなっている。扉の位置は高床式プラットフォームの使用を想定し、両車端に設置されている。座席は一階席・二階席共に3人掛け+2人掛け配列のクロスシートとなっていたが、収容力はあれど乗客から不評だった事を受け、のちに量産が行われたC3形客車は2人掛け+2人掛けに変更されている。

## 運用
1991年4月から営業運転を開始し、FL9形をはじめとする機関車に牽引されて使用された。試験結果が良好だった事を受け、1994年にロングアイランド鉄道は改良量産型の2階建て客車であるC3型の導入を決定し、C1型を担当したコメンジのエンジニアが引き続き設計に携わったが、製造メーカーは東急車輛から川崎重工業へと変更された。
機械的な互換性が無かったため、1998年にC3形の導入が開始されるとC1形は予備車となり、1999年にミッド・アトランティック・レールカーへと売却された。その後2007年には鉄道車両・施設の保有会社であるアイオワ・パシフィック・ホールディングスへと更に売却されている。